# Емблема Пенджабу (Індія)
Емблема Пенджабу — офіційна держава емблемою штату Пенджаб, Індія, і використовується як офіційний символ уряду Пенджабу, Індія.

## Дизайн
Емблема Пенджабу складається з оточеної Левової капітелі Ашоки (зображує стародавню спадщину епохи Ашоки, знайдену в Санголі) зі стеблом пшениці над нею та схрещеними мечами під нею. Навколо левової столиці написана легенда «Уряд Пенджабу» англійською, хінді та панджабі мовами.

## Історичні емблеми
Під час британського панування в Індії неподільна провінція Пенджаб отримала герб. Ці герби складалися з фіолетового щита зі срібним зображенням сонця, що сходить над п’ятьма річками. Девіз у перекладі «Нехай росте з річок». Назва «Пенджаб» означає «земля п'яти річок».

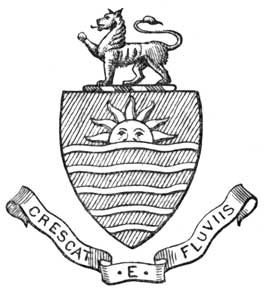
Герб провінції Пенджаб (Британська Індія)
Емблема колишнього Союзу штатів Патіала та Східний Пенджаб

### Колишні княжі держави в Пенджабі

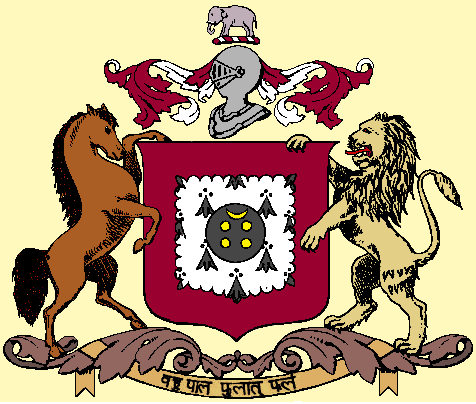
Джинд
Капуртхала
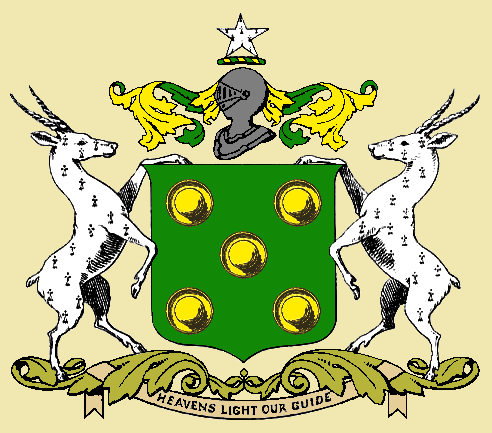
Малеркотла
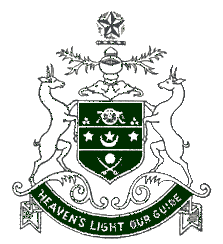
Малеркотла
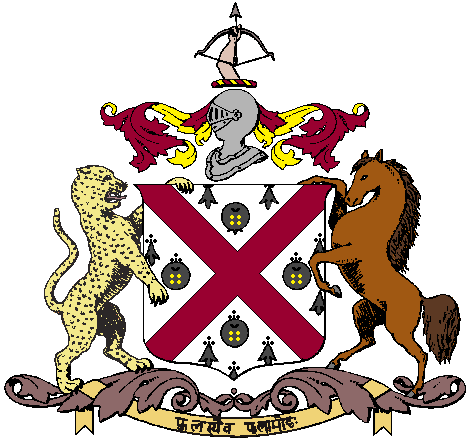
Набха
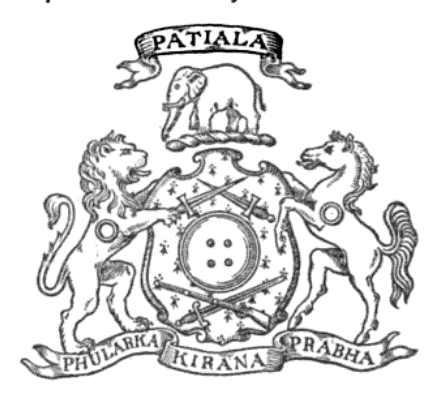
Патіяла

## Урядовий прапор
Уряд Пенджабу може бути представлений прапором із зображенням емблеми штату на білому тлі.

Прапор Пенджабу

## Зовнішні посилання
- Деталі емблеми Пенджабу на Hubert de Vries